# Medaile Za zásluhy o Bulharskou lidovou armádu
Medaile Za zásluhy o Bulharskou lidovou armádu (bulharsky: Медал За Отличие в БНА) bylo vyznamenání Bulharské lidové republiky založené roku 1965.

## Historie
Medaile byla založena dne 23. prosince 1965 výnosem Národního shromáždění č. 961. Udílena byla důstojníkům, poddůstojníkům i vojákům Bulharské lidové armády stejně jako civilistům pracujícím v armádě a obranném průmyslu. Udílena byla za jejich služby posilující ozbrojené síly, obranné schopnosti Bulharska a také přednosti vojensko-vlasteneckého vzdělávání. Autorem vzhledu medaile byl R. Peev a insignie byly raženy ve státní mincovně v Sofii.

## Insignie
Medaile pravidelného kulatého tvaru o průměru 33 mm je vyrobena ze žlutého kovu. Na přední straně uprostřed je na červeně smaltovaném pozadí zlatý bulharský lev. Okolo je bíle smaltovaný kruh se zlatým nápisem v cyrilici ЗА ЗАСЛУГИ КЪМ • БНА. Medailon je položen na dva zkřížené meče směřující hroty vzhůru. Okolo medailonu je zlatý vavřínový věnec. Na zadní straně je nápis v cyrilici s celým oficiálním názvem medaile.
Stuha je tmavě zelená s bílým pruhem uprostřed. Stuhou byla pokryta kovová destička ve tvaru pětiúhelníku, ke které byla medaile připojena pomocí jednoduchého kroužku.